# Ауталипов, Тимур Каирбаевич
Тимур Каирбаевич Ауталипов (род. 29 мая 1964 года) — советский спортсмен (хоккей на траве).

## Биография
В 1983—1988 годах играл в алма-атинском «Динамо». В чемпионате СССР провёл 110 игр.
Трёхкратный чемпион СССР (1985—1987).
Трёхкратный обладатель Кубка СССР (1984, 1986, 1987), финалист Кубка СССР (1985).
Победитель VIII Спартакиады народов СССР (1983) в составе сборной Казахской ССР.